# 章嵚
章嵚（1880年—1931年），字厥生，浙江杭县（今属余杭）人，民国藏书家、史学家。

## 生平
光绪二十五年（1899年）举人，不久辞官赴日本东京帝国大学学习。辛亥革命前回国，任职于浙江安定高等师范学院，讲授历史学和文化史。章好藏书，在安定任教期间开始广搜古籍。
1913年后，出任北京大学、北京高等师范大学教授。1922年担任《地学杂志》主笔。1924年南下，任东南大学、中央大学、浙江大学教授。
1931年病逝于杭州。去世时遗书满箧，其子章毓寄于同年11月将其遗书捐赠给浙江省图书馆，共计两万余册。浙江省图书馆对捐赠之书钤有“章教授捐赠遗书”之印。

## 评价
20世纪30年代，有人对中国近代通史著作进行评论时，将之与吕思勉等人并列，称章著历史在民初最大的特色是“由君史到民史”之转变。

## 学术作品
- 《中国文化史》
- 《中华大历史》（即《中华通史》）
- 《中学中国历史教科书》
- 《历史地理大辞典》
- 《天行草堂诗文集》